# Hyophila uleana
Hyophila uleana är en bladmossart som beskrevs av C. Müller 1895. Hyophila uleana ingår i släktet Hyophila och familjen Pottiaceae. Inga underarter finns listade i Catalogue of Life.